# Franc Župnek
Franc Župnek , slovenski pravnik, * 5. december 1860, Šedina, † 13. maj 1938, Ljubljana.

## Življenje in delo
Župnek je obiskoval gimnazijo v Celju, pravo je študiral v Gradcu. Leta 1889 se je zaposlil pri deželni vladi v Ljubljani. Bil je okrajni glavar v Črnomlju in Radovljici. Med I. svetovno vojno je na Koroškem ščitil prebivalstvo pred rekvizicijami, zato so ga na zahtevo vojnih oblasti premestili nazaj v Ljubljano. Po zlomu Avstrije je bil imenovan za vladnega svetnika, poverili so mu vodstvo politične izpostave v Borovljah, marca 1919 pa je prevzel vostvo politične izpostave v Cerknici, kamor so jo prestavili zaradi italijanske zasedbe Logatca. Še isto leto se je vrnil v Ljubljano, kjer je pri deželni vladi vodil oddelek za notranje zadeve do 1924, ko se je upokojil. Zaradi svojih zaslug za razvoj kraja je bil častni član več slovenskih občin. 
Župnek je bil pobudnik mnogih javnih del. Leta 1900 je na lastne stroške izdelal načrte za kraški vodovod. Avstrijska vlada je z izvedbo odlašala, po 1. svetovni vojni so ga zgradili Italijani. V času načelovanja glavarstvu v Radovljici je spodbujal razvoj turizma, na njegovo pobudo so na Bledu začeli graditi vodovod. Deželno vlado je opozarjal na pomen Poljuke za razvoj turizma in klimatskega zdravljenja.
Največ zanimanja pa je namenil železniškim povezavam. Menil je, da je prav povezanost posameznih delov Slovenije temelj za njihov razvoj. Ko so leta 1911 gradili dolenjsko železniško progo, je v rekordnem času pripravil načrte za odsek Semič-Črnomelj-Metlika. Tako je njegova zasluga, da je danes Črnomelj direktno povezan z Novim mestom. Zavzemal se je za izgradnjo tudi nekaterih drugih prog: za najkrajšo povezavo Slovenije z morjem in za povezavo Savinjske doline preko Kamnika na Kranj. O tem je še po upokojitvi večkrat pisal v  Slovenski narod in Slovenca.